# Kay Ivey
Kay Ellen Ivey (Camden, 15 ottobre 1944) è una politica statunitense, governatrice dell'Alabama dal 10 aprile 2017.

## Biografia
Nata a Camden, Alabama, unica figlia di Boadman Nettles Ivey, maggiore nell'esercito statunitense durante la seconda guerra mondiale, e Barbara Ivey, il 15 ottobre 1944, è cresciuta nella fattoria dei genitori a Camden.
In seguito ha lasciato la città natale per studiare presso l'Università di Auburn. Nel 1967 si è trasferita in California, sposandosi e iniziando la carriera di insegnante. Con la fine del matrimonio è tornata in Alabama.

### Carriera politica

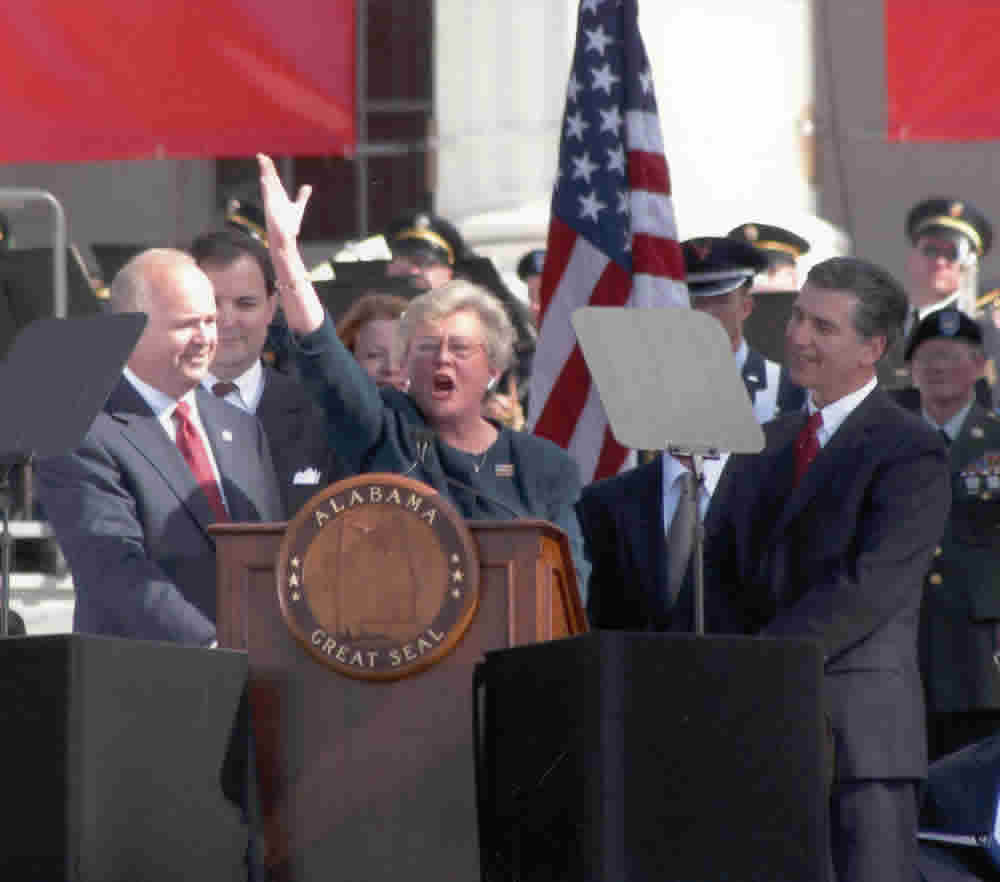
Ivey dopo aver giurato come Tesoriere di Stato nel 2003

Inizialmente affiliata al Partito Democratico, nel 2002 passa con i repubblicani. Dopo incarichi minori nel ramo esecutivo dell'Alabama, diventa Tesoriera di Stato nel 2003, sconfiggendo Stephen Black nelle elezioni generali del 2002, venendo rieletta nel 2006, battendo Steve Segrest.
Non potendo essere rieletta per un terzo mandato come tesoriera, il suo nome spuntò tra i possibili nomi per le elezioni governative del 2010, aggiungendosi ad altri sette candidati per i Repubblicani. Nel mese di marzo tuttavia la Ivey ha annunciato che avrebbe invece corso come vicegovernatrice, confrontandosi con il senatore Hank Herwin e con Gene Ponder. Ha vinto le primarie con il 56,6% dei voti, contro il 31,4% del senatore e il 12% di Ponder.
Nelle elezioni del novembre 2010 ha sconfitto il vicegovernatore uscente Jim Folsom Jr., divenendo la 30ª vicegovernatrice dell'Alabama, e venendo rieletta nel 2014, contro il Democratico James Fields.
In seguito alle dimissioni del governatore Robert J. Bentley, Ivey ha prestato giuramento il 10 aprile 2017, diventando la seconda governatrice donna dello stato dopo Lurleen Wallace, governatrice tra il 1967 e il 1968. Nel settembre 2017 ha confermato che avrebbe corso alle elezioni governative dello stato per un regolare mandato, ottenuto nel 2018.
L'11 giugno 2019 la Ivey firma la legge per la castrazione chimica in Alabama, per i condannati di reati sessuali su minori di 13 anni.
Viene rieletta con più del 65% dei voti alle elezioni del novembre 2022.

## Vita privata
Ivey è stata sposata e ha divorziato due volte e non ha figli. Il suo primo matrimonio fu con Ben LaRavia; si sono fidanzati mentre studiavano all'Università di Auburn.
Nel 2019 le è stato diagnosticato un cancro ai polmoni. Ha ricevuto un trattamento ambulatoriale presso l'Università dell'Alabama a Birmingham il 20 settembre 2019  e ha risposto bene al trattamento con radiazioni.